# Rue de Richelieu
A Rue de Richelieu Párizs egyik utcája.

## Története
A nagyjából egy kilométeres utca Párizs központjából északi irányba tart. Nevét 1633-ban kapta Armand Jean du Plessis de Richelieu bíboros palotája után, amelynek keleti fala mellett haladt. A palota később a király tulajdonába került, és az utcát Rue de la Loi, Törvény utcának nevezték 1793 és 1806 között. Ezután visszakapta régi nevét. Az utca a város egyik kapujáig tartott, amely nagyjából ott állt, ahol ma a Boulevard des Italiens keresztezi a Rue de Richelieu-t.
A bíboros palotájában színház is működött. 1642-es halála után a teátrumnak egy ideig nem volt gazdája, de 1660-ban a király fivére felajánlotta azt Molière társulatának. A ma salle Richelieu néven ismert épület a La Comédie Française színháza. Moliére a 40-es házában lakott, és ott is halt meg 1673. február 17-én.
Az utcában működik az 1868-ban átadott nemzeti könyvtár, amely az évszázad végére a világ legnagyobb ilyen jellegű létesítményévé vált. Hatalmas periodika-, kézirat-, térkép és könyvgyűjteménye van. Mivel érmegyűjteménye miatt sok numizmatikus kereste fel, a környéken több ilyen bolt is nyílt. A 49-es épületben működik a Maison Platt, amely Maison Serrure néven alakult 1880-ban.
1909 és 1912 között a könyvtár rendszeres látogatója és az 58-as olvasójegy tulajdonosa volt Vlagyimir Iljics Lenin. Használta ezt az olvasójegyet Rosa Luxemburg is. Lenin a francia parlament egyik szocialista tagja, Louis Roblin ajánlásával jutott be a könyvtárba. Egy alkalommal ellopták a biciklijét, amíg olvasott.
A könyvtárral szemközti ingatlanon, ahol ma egy park és egy szökőkút áll, működött a nemzeti színház, más néven a salle Montansier, amely a párizsi operatársulat intézménye volt 1794 és 1820 között. Az épületet azt követően rombolták le, hogy 1820. június 7-én Louis Pierre Louvel meggyilkolta az onnan kilépő Károly Ferdinánd francia királyi herceget.
1839-ben egy osztrák üzletember, August Zang bécsi pékséget nyitott Boulangerie Viennoise néven a 92-es számú házban. Ebben a sütödében alakult át a bécsi péksütemény a mai croissant-ná.
1844 elején a 63-as szám alatti épületbe költözött a Pierre Leroux, George Sand és Louis Viardot által kiadott La Revue indépendante című lap. A szerkesztőség 1847-ben tette át a székhelyét máshová.
1830. július 27-én a hatóságok lefoglalták a Le Temps című lap nyomdáját, amely a Rue de Richelieu 102-ben működött. Az eljárás egyik kiváltó oka volt a Bourbonok elleni júliusi forradalomnak. Július 30-án a radikális köztársaságpárti emberbarát klub a 104-es házban tartotta első összejövetelét, amelyen részt vett Pierre-Jean de Béranger és Étienne Cabet.
1904. április 18-án a 110-es szám alatt kezdte meg tevékenységét a szocialista napilap, a l’Humanité szerkesztősége, amelynek mások mellett tagja volt 
Jean Jaurès, Anatole France, Octave Mirbeau és Aristide Briand.